# Ralbitz-Rosenthal
Ralbitz-Rosenthal (en sorabo, Ralbicy-Róžant) es un municipio situado en el distrito de Bautzen, en el estado federado de Sajonia (Alemania). Tiene una población estimada, a fines de abril de 2025, de 1734 habitantes.